# Kyjanyzja
Kyjanyzja (ukrainisch Кияниця; russisch Кияница Kijaniza) ist eine Ansiedlung (Selyschtsche) in der ukrainischen Oblast Sumy mit etwa 600 Einwohnern (2023).

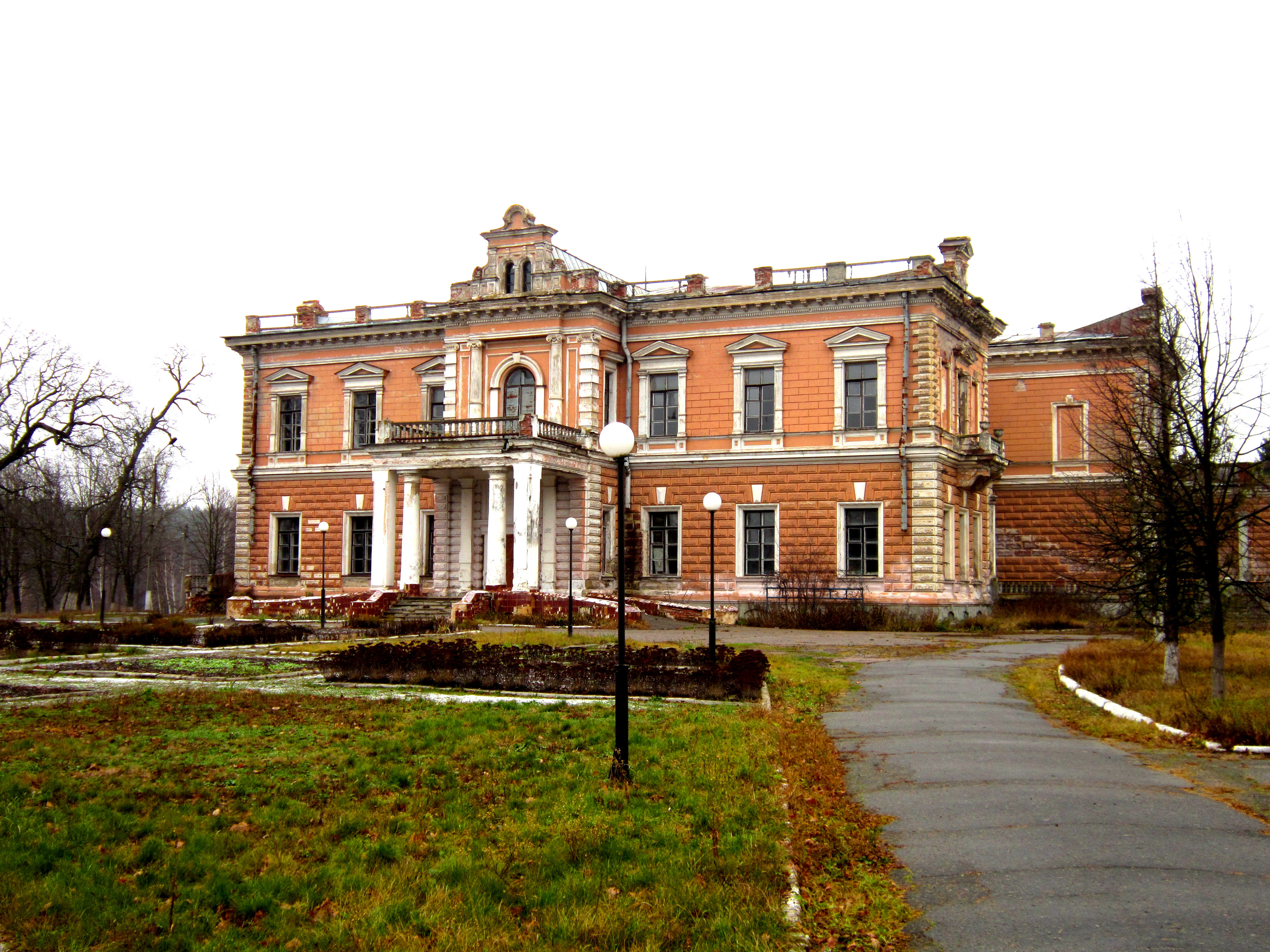
Der inmitten einer Parkanlage gelegene Palast von Iwan Charitonenko

Im Dorf liegt eine 1866 vom Zuckerfabrikanten Iwan Charitonenko errichtete Zuckerfabrik. Nördlich ans Dorf grenzt eine, am Ufer der angestauten Oleschnja gelegene, weitläufige Parkanlage, die ein Denkmal der Gartenkunst von nationaler Bedeutung ist. Inmitten dieser Parkanlage ließ sich Iwan Charitonenko 1890 einen Palast (Палац Харитоненка) im Stil der Neorenaissance errichten. Dieser ist inzwischen stark renovierungsbedürftig.
Die Ortschaft liegt an der nationalen Fernstraße N 07 und am linken Ufer der Oleschnja (Олешня), einem 40 km langen Nebenfluss des Psel, 27 km nördlich vom Rajon- und Oblastzentrum Sumy.
Am 12. Juni 2020 wurde das Dorf ein Teil der neugegründeten Landgemeinde Junakiwka, bis dahin bildete es zusammen mit den Dörfern Chrapiwschtschina (Храпівщина), Jabluniwka (Яблунівка), Kortschakiwka (Корчаківка) und Nowa Sitsch (Нова Січ) sowie den Ansiedlungen Iwolschanske (Іволжанське), Marjine (Мар'їне), Mala Kortschakiwka (Мала Корчаківка) und Waratschyne (Варачине) die gleichnamige Landratsgemeinde Junakiwka (Юнаківська сільська рада/Junakiwska silska rada) im Norden des Rajons Sumy.